# USS Forrestal (CV-59)
Pour les articles homonymes, voir Forrestal.
Le porte-avions USS Forrestal (CV-59) est un porte-avions de l'US Navy qui fut en service de 1955 à 1993. Il est le plus lourd bâtiment de combat réalisé depuis la construction du porte-avions japonais Shinano pendant la Seconde Guerre mondiale. Il donne son nom à la classe Forrestal, dont font partie l’USS Saratoga (CV-60), l'USS Ranger (CV-61) et l'USS Independence (CV-62).
Il est baptisé en hommage à l'ancien secrétaire à la Défense des États-Unis, James Forrestal (1892-1949), y compris son surnom, « First In Defense », affectueusement abrégé en « F.I.D. », par référence au fait qu'il est le premier à occuper ce nouveau poste. C'est pourquoi la mention « First In Defense » figure sur ses insignes et écussons.
Plus ironiquement, il est aussi baptisé « USS Zippo », « Forest Fire » ou encore « Firestal » en raison d'un certain nombre d'incendies à bord, notamment celui de 1967, au cours duquel 134 marins ont péri et 161 autres ont été blessés.

## Caractéristiques
Le Forrestal,  construit en tenant compte des enseignements de la guerre de Corée, est lancé le 11 décembre 1954 au chantier naval Newport News en Virginie, en présence de Josephine Forrestal, la veuve de James Forrestal et il est admis au service actif le 1er octobre 1955.
Il est le premier porte-avions américain à être construit dès l'origine avec un pont oblique, des catapultes à vapeur et des aides lumineuses à l'appontage.
Il compte 19 ponts et plus de 2 000 compartiments.

## Parc aérien
- Vought F-8 Crusader ;
- F-4 Phantom II ;
- F-14 Tomcat ;
- Douglas A-4 Skyhawk ;
- North American A-5 Vigilante.

## Record

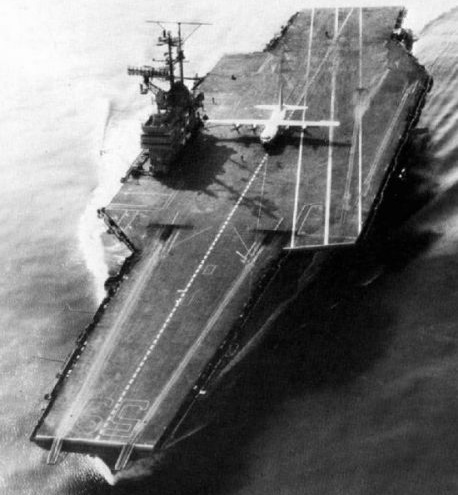
Un C-130 Hercules sur le pont de l'USS Forrestal.

Le 30 octobre 1963, le lieutenant James H. Flatley (en), pilote dans l'USN et son copilote le lieutenant commander (LCDR) Stovall y effectuent à bord d'un C-130 Hercules 21 appontages et décollages au total,. Il s'agit d'un test de cet avion COD (anglais : Carrier Onbord Delivery, ou ravitaillement à bord par un avion). Ce jour-là, le Forrestal et le C-130 établissent le record d'appontage par l'avion le plus lourd de l'époque.

## Historique
Le Forrestal est déployé :
- en 1956, pendant la crise du canal de Suez ;
- en 1974, durant la crise de Chypre (en couverture du navire amphibie USS Inchon de la Sixième flotte des États-Unis) ;
- et participe à la guerre du Viêt Nam.

Après 1968, il est principalement déployé en Méditerranée ou en Atlantique Nord.

### L'accident duForrestal
Le 29 juillet 1967, pendant son premier et unique tour au Viet-Nam et après quatre jours consécutifs de raids aériens, le porte-avions connaît un des plus graves accidents de la Marine américaine. Pendant la préparation du raid suivant, une roquette Zuni se déclenche en percutant le réservoir externe d'un autre appareil. Le kérosène s'écoulant de ce réservoir prend feu et déclenche une série d'explosions et d'incendies, détruisant 21 avions, tuant 134 marins et en blessant 161 autres.

### Fin de service
Après son retrait du service en 1993, il reste à quai dans la base navale de Newport jusqu'à ce qu'il soit remorqué en juin 2010 à Philadelphie dans l'attente de son sort final. En octobre 2013, il est vendu pour un cent symbolique et démoli à Brownsville, au Texas, en 2014,.

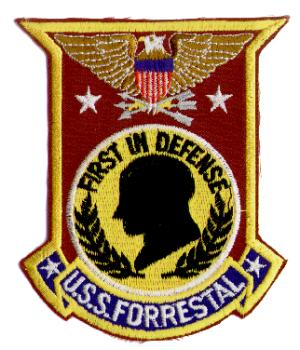
Insigne du Forrestal.

## Culture populaire
Le Forrestal est utilisé dans deux tomes de la bande dessinée Les Aventures de Buck Danny, de Jean-Michel Charlier et Victor Hubinon, S.O.S. Soucoupes Volantes (no 20), et Un prototype a disparu (no 21), parus en 1957 dans Le Journal de Spirou. Les trois aviateurs, héros de la série, testent un nouvel appareil à décollage vertical en plein océan Pacifique, afin d'empêcher tout espionnage sur ces appareils top-secret. Le porte-avions apparaît également dans les albums Top Secret (no 22), Opération Mercury (no 29), Les Voleurs de satellites (no 30) et Le Vol du Rapier (no 9, série Classic).
On rencontre également le Forrestal dans le tome III d'Emergency, Zéphyr éditions, 2012.